# Hydraena jaechiana
Hydraena jaechiana är en skalbaggsart som först beskrevs av Audisio och De Biase 1990.  Hydraena jaechiana ingår i släktet Hydraena och familjen vattenbrynsbaggar. Inga underarter finns listade i Catalogue of Life.